# Lalisa Manobal
Lalisa Manobal (tajlandski: ลลิสา มโนบาล; Bangkok, Tajland, 27. ožujka 1997.), poznatija kao Lisa (hangul: 리사), tajlandska je reperica, pjevačica, plesačica i glumica. Od kolovoza 2016. godine članica je ženskog K-pop sastava Blackpink. Svoj glumački debi ostvarila je u veljači 2025. godine u HBO-ovoj seriji Bijeli Lotos.
U rujnu 2021. godine izdala je svoj debitantski samostalni album Lalisa. Spot za istoimenu pjesmu s albuma je na dan objavljivanja skupio 73,6 milijuna pregleda na YouTubeu što ga čini najgledanijim spotom nekog solo izvođača u prva 24 sata na platformi. 2024. godine Lisa je osnovala vlastitu tvrtku pod nazivom Lloud te je potpisala ugovor s američkom diskografskom kućom RCA Records. Njezin debitantski studijski album Alter Ego izlazi 28. veljače 2025.
Lisa je osvojila brojne nagrade, uključujući devet Guinnessovih svjetskih rekorda, tri MTV Europe Music Awardsa i dvije MTV Video Music Awardsa. Također je najpraćenija K-pop izvođačica na Instagramu i najpraćenija K-pop solo izvođačica na Spotifyju.